# Azienda privata
Un'azienda privata è un'azienda il cui soggetto economico (chi detiene il potere di decidere gli indirizzi strategici) è un istituto di diritto privato. 
Questa definizione dell'azienda privata, basata sul soggetto economico, è la preferita in dottrina, in quanto ritenuta più significativa; è possibile, però, anche una definizione basata sul soggetto giuridico (chi è parte dei rapporti giuridici che sorgono dall'attività aziendale), considerando private le aziende in cui tale soggetto è una persona fisica o una persona giuridica di diritto privato. Le due definizioni non coincidono: ad esempio, una società per azioni controllata da un ente pubblico è azienda privata se si considera il soggetto giuridico, pubblica se si considera il soggetto economico.

## Classificazione
Le aziende private possono classificarsi in:
- aziende private di produzione (imprese private);
- aziende private di erogazione (o di consumo);
- aziende private composte (o miste).